# Charles Dumont
Charles Dumont, född 31 augusti 1867, död 22 april 1939, var en fransk politiker.
Dumont var agrégé i filosofi och juris doktor. Han tjänstgjorde som läroverkslärare fram till 1898, då han valdes till deputerad. Dumont specialiserade sig på ekonomiska frågor, var minister för offentliga arbeten i Ernest Monis regering 1911 och finansminister i Louis Barthous 1913. Han blev senator 1924 och tillhörde den demokratiska vänsterns grupp. Dumont var senatens generalrapportör för budgeten från 1928 och finansminister i Camille Chautemps kortvariga regering i februari 1930.